# 駒形和男
駒形 和男（こまがた かずお、1928年12月15日 - 2022年9月9日）は、日本の微生物学者。東京大学名誉教授。日本学士院エジンバラ公賞受賞。

## 人物・経歴
新潟県南魚沼郡浦佐村（現南魚沼市）生まれ。1945年盛岡農林専門学校（現岩手大学農学部）農芸化学科入学。1948年同卒業。同年東京大学農学部研究生。1954年東京大学応用微生物研究所職員。1958年文部技官任官。1960年農学博士。1961年味の素入社。1968年東京大学応用微生物研究所助教授。1978年東京大学応用微生物研究所教授。1981年理化学研究所ライフサイエンス培養生物部長，理化学研究所ライフサイエンス研究情報室長、東京大学応用微生物研究所付属有用菌保存施設長。1989年定年退官、東京大学名誉教授、東京農業大学総合研究所客員教授。1992年東京農業大学農学部農芸化学科教授。1999年東京農業大学生物応用化学科客員教授。2022年9月9日死去。叙従四位。

## 受賞
- 1968年 日本食品衛生学会賞[1]
- 1968年 日本農芸化学会功績賞[1]
- 1968年 日本生物工学会名誉会員[1]
- 1990年 世界微生物株保存連盟名誉委員[1]
- 1994年 国際微生物学会連合国際細菌分類命名委員会終身委員[1]
- 1998年 日本農芸化学会有功会員[1]
- 1999年 日本微生物資源学会名誉会員[1]
- 1999年 ファン・ニール国際賞[1]
- 2006年 バーギー・メダル[1]
- 2014年 日本学士院エジンバラ公賞[1]
- 2016年 瑞宝中綬章[3]